# Paula Tuovinen
Paula Maria Tuovinen, född 22 mars 1964 i Uleåborg, är en finländsk dansör, koreograf och danspedagog. 
Tuovinen är grundare av Oulun tanssistudio 1982 samt dansare och koreograf i dess dansgrupp. Hon är verksam som koreograf och som dansare i olika koreografers verk sedan det tidiga 1980-talet. Hon utnämndes till rektor för Teaterhögskolan i Helsingfors 2005, som den första danskonstnären på rektorsposten.